# 1293 en santé et médecine
| Années de la santé et de la médecine : 1290 - 1291 - 1292 - 1293 - 1294 - 1295 - 1296    |
| Décennies de la santé et de la médecine : 1260 - 1270 - 1280 - 1290 - 1300 - 1310 - 1320 |

Cet article présente les faits marquants de l'année 1293 en santé et médecine.

## Événements

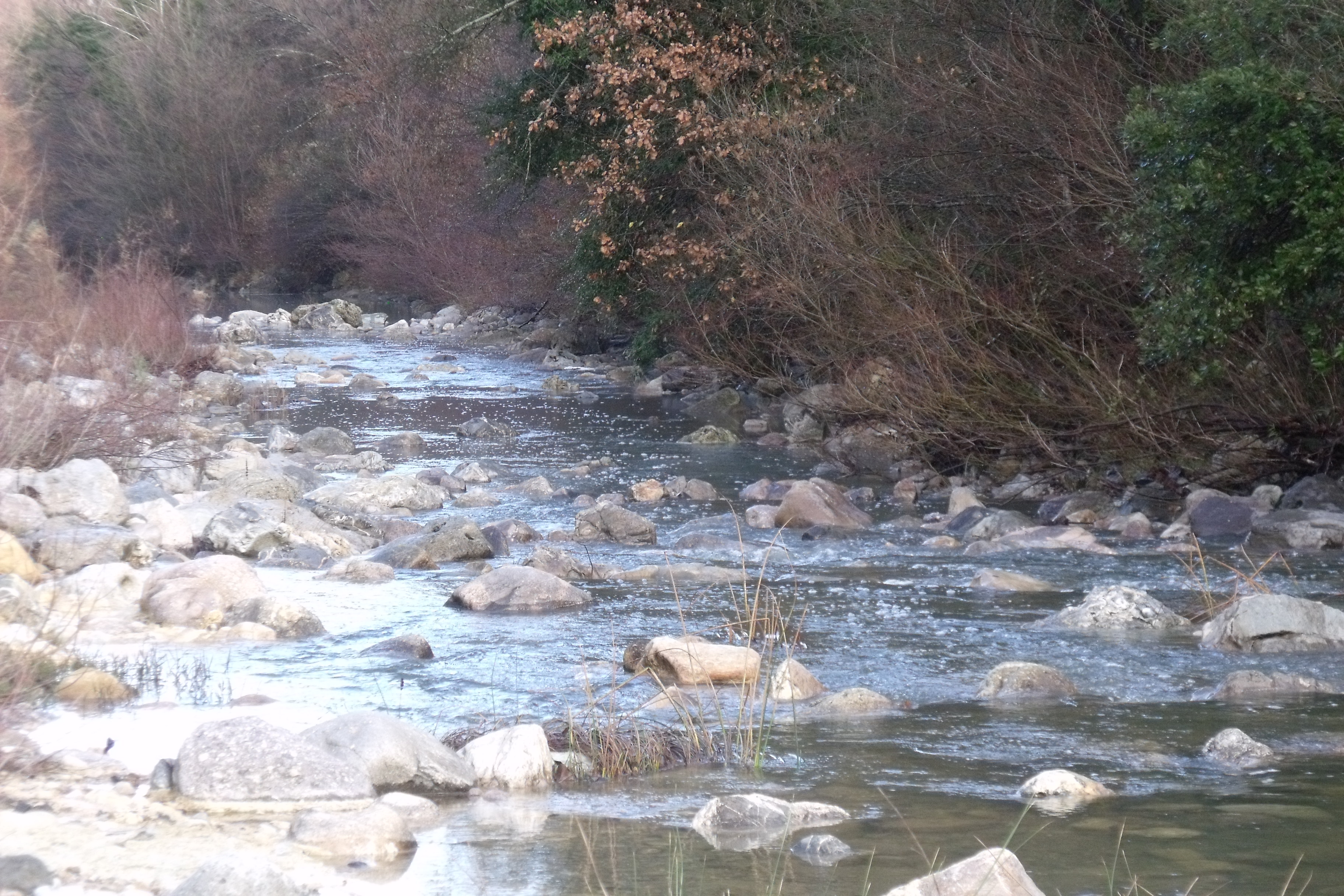
La rivière Farma près des thermes de Petriolo

- Marguerite de Bourgogne, veuve de Charles d'Anjou, fonde l'hospice Notre-Dame des Fontenilles, qui deviendra l'hôtel-Dieu de Tonnerre, afin qu'y soient accomplies « les sept œuvres de miséricorde[1] ».
- Yves de Tréguier, alors recteur de Louannec, dans le Penthièvre, fait construire le refuge de Crech-Martin à Minihy-Tréguier[2].
- Fondation de l'hôpital Saint-Jacques de Seyne, en Provence[3].
- Une commission est créée à Sienne en Toscane,  « qui a pour tâche de contrôler le confort et le prix des « stazioni » [stations thermales], et s'assurer qu'aucun bâtiment n'encombre le lit de la Farma (it) ou de la Merse (it)[4] ».
- En Flandre, les échevins de Bruges et le chapitre de Lille « n'autorisent l'exercice de la médecine, voire un intérêt pour cette discipline, qu'à ceux qui l'ont étudiée dans le siècle et en sont suffisamment instruits[5] ».
- Reconnu dès 1266, l'Arte dei Medici e Speziali, « corporation des médecins et des apothicaires de Florence », est qualifié d'« art majeur » et ses statuts, établis en 1314, « autoris[eront] les apothicaires à avoir dans leur boutique des médecins pour soigner les malades[6] ».

## Personnalités
- 1293-1302 : fl. Guillaume de Saint-Domnin[7], médecin de Charles II, roi de Naples, et Renaud[8], barbier de Robert d'Artois.

## Naissance
- Jacopo Dondi (mort en 1359), médecin, astronome et ingénieur italien, père de Giovanni Dondi[9].